# 1987 în film
- 1986 în cinematografie — 1987 în cinematografie — 1988 în cinematografie

## Premiere
- Justiția viitorului (1987)

## Filmele cu cele mai mari încasări
În Statele Unite
| #   | Titlu                    | Studio              | Încasări     |
| --- | ------------------------ | ------------------- | ------------ |
| 1.  | Three Men and a Baby     | Touchstone Pictures | 167.780.960$ |
| 2.  | Fatal Attraction         | Paramount Pictures  | 156.645.693$ |
| 3.  | Beverly Hills Cop II     | Paramount Pictures  | 153.665.036$ |
| 4.  | Good Morning, Vietnam    | Touchstone Pictures | 123.922.370$ |
| 5.  | Moonstruck (Visătorii)   | Metro-Goldwyn-Mayer | 80.640.528$  |
| 6.  | The Untouchables         | Paramount           | 76.270.454$  |
| 7.  | The Secret of My Success | Universal Pictures  | 66.995.000$  |
| 8.  | Stakeout                 | Touchstone Pictures | 65.673.23$   |
| 9.  | Lethal Weapon            | Warner Bros.        | 65.207.127$  |
| 10. | The Witches of Eastwick  | Warner Bros.        | 63.766.510$  |

## Premii

### Oscar
- Cel mai bun film:   Ultimul împărat (Il ultimo imperatore) - Hemdale, Columbia
- Cel mai bun regizor:  Bernardo Bertolucci - The Last Emperor
- Cel mai bun actor:  Michael Douglas - Wall Street
- Cea mai bună actriță:   Cher - Moonstruck
- Cel mai bun actor în rol secundar:  Sean Connery - The Untouchables
- Cea mai bună actriță  în rol secundar:   Olympia Dukakis - Moonstruck
- Cel mai bun film străin: Festinul Babettei (Babettes Gæstebud), regizat de Gabriel Axel, Danemarca

Articol detaliat: Oscar 1987

### César
- Cel mai bun film: Thérèse (Tereza), regizat de Alain Cavalier
- Cel mai bun actor: Daniel Auteuil - Jean de Florette
- Cea mai bună actriță:  Sabine Azéma - Mélo
- Cel mai bun film străin: Der Name der Rose (Numele trandafirului), regizat de Jean-Jacques Annaud

Articol detaliat: Césars 1987

### BAFTA
- Cel mai bun film:  Ultimul împărat
- Cel mai bun actor: Michael Douglas – Wall Street
- Cea mai bună actriță:  Sally Kirkland – Anna
- Cel mai bun film străin: Mitt liv som hund (Viața mea de câine)

### Palme d'Or(Cannes)
Sous le soleil de Satan (Sub soarele diavolului), regizat de Maurice Pialat, Franța

### Leul de Aur(Veneția)
Au revoir, les enfants (La revedere, copii), regizat de Louis Malle, Franța /  Germania de Vest

### Ursul de Aur(Berlin)
Tema (1979) regizat de  Gleb Panfilov, URSS